# Phyllanthus oreichtitus
Phyllanthus oreichtitus är en emblikaväxtart som beskrevs av Jacques Désiré Leandri. Phyllanthus oreichtitus ingår i släktet Phyllanthus och familjen emblikaväxter. Inga underarter finns listade i Catalogue of Life.